# Spydercars
Spydercars Limited, zuvor Spydersport Limited, ist ein britisches Unternehmen im Bereich Automobile und ehemaliger Automobilhersteller.

## Unternehmensgeschichte
Samuel Victor Moore und Clifford Geoffrey Price gründeten 1970 das Unternehmen Spydersport Limited in Whittlesey bei Peterborough in der Grafschaft Cambridgeshire. Sie begannen mit der Produktion von Automobilen und Kits. Der Markenname lautete Spyder. Insgesamt entstanden etwa 635 Exemplare. Inzwischen firmiert das Unternehmen als Spydercars Limited, stellt Fahrgestelle her und restauriert Fahrzeuge. Die Verbindungen zu den aufgelösten Unternehmen Spyder Limited und Spyder Engineering mit der gleichen Adresse sind unklar.

## Fahrzeuge
Der Silverstone war vom Lotus Seven inspiriert. Die Basis bildete ein Rohrrahmen, der fast ein Semi-Monocoque war. Teile der offenen zweisitzigen Karosserie bestanden aus Fiberglas. Verschiedene Vierzylindermotoren, die überwiegend von Ford und Toyota und seltener von Saab Automobile kamen, trieben die Fahrzeuge an. Allerdings ist auch ein Wankelmotor von Mazda als Antriebsquelle überliefert. Zwischen 1985 und 1989 entstanden etwa 23 oder etwa 40 Exemplare.
Der Donington Conversion ähnelte dem Lotus Éclat. Ein selbst hergestelltes Fahrgestell stellte die Basis. Ein V8-Motor von Rover trieb die Fahrzeuge an. Von 1991 bis 1992 entstanden etwa zwölf Exemplare.
Außerdem entstanden ab 1991 etwa 600 Fahrgestelle für den Aufbau des Elan Conversion.